# Route régionale 64 (Tunisie)
Pour les articles homonymes, voir Route 64.
La route régionale 64 ou RR64 est un axe routier secondaire de Tunisie qui relie la route régionale 52 au PK 16 à Mateur.